# День Тирадентиса
Тирадентис (порт. Tiradentes; День Тирадентиса — порт. Dia de Tiradentes) — один из национальных праздников Бразилии в честь национального героя Жуаки́на Жозе́ да Си́лва Шавье́р по прозвищу Тирадентис. Тирадентис был одним из участников Заговора в Минас-Жерайсе против колониальной власти. Праздник отмечается 21 апреля, в день казни Тирадентиса в 1792 году.
История Тирадентиса всецело связана с Заговором в Минас-Жерайсе, движением, происходившим в XVII и XVIII веках и имевшим целью отделение Бразилии от португальских владений. В ту эпоху Бразилия обеспечивала большие прибыли португальцам благодаря своим природным богатствам, в частности, благодаря золоту и алмазам. Вместе с тем, эти богатства начинали иссякать. Кроме того, многие не платили пятую часть, разновидность налога, взимавшегося Короной со всего золота, найденного в колонии. Таким образом, прибыль Португалии начала падать. Реагируя на эту ситуацию, португальцы начали осуществлять более жёсткий контроль над богатствами и увеличивать налоги. Такие меры не понравились элите Минас-Жерайса, находившейся под значительным влиянием идей Просвещения, завезённых из Европы.
Так началось сепаратистское движение в Бразилии: Заговор в Минас-Жерайсе. Большинство заговорщиков были людьми богатыми и образованными, за исключением Тирадентиса, который был военным. Прозвище «Тирадентис» Жуакин получил по одной из своих профессий — стоматолога.
Движение не было успешным и заговорщики были арестованы. Тирадентис находился под стражей в течение трёх лет, ожидая суда. Остальные заговорщики избежали высшей меры наказания, поскольку были богаты; большинство выбрало изгнание. Только Тирадентис был приговорен к казни — 21 апреля 1792 года он был повешен и четвертован.
Признание Тирадентиса произошло только в 1890 году. В настоящее время Тирадентис считается светским покровителем Бразилии.